# Zelotes faisalabadensis
Zelotes faisalabadensis este o specie de păianjeni din genul Zelotes, familia Gnaphosidae, descrisă de Abida Butt și Mirza Azher Beg în anul 2004.
Este endemică în Pakistan. Conform Catalogue of Life specia Zelotes faisalabadensis nu are subspecii cunoscute.